# Burg Sydow
Die Burg Sydow oder Burg  Seyda, auch Schloss Seyda war ein mittelalterliches Verteidigungswerk in Seyda, Landkreis Wittenberg. Die Burg wurde Ende des 16. Jahrhunderts abgetragen. Die Baustoffe der Burg diente für die Errichtung des Amtshauses Seyda und des Jagdschlosses Glücksburg.

## Geschichte
Im Rahmen der Ostkolonisation wurde zur Sicherung der deutschen Siedler in Seyda ein Burgward gebildet. Die Festungsanlagen östlich der Elbe wurden meistens in der Nähe von schon bestehenden slawischen Hauptorten angelegt. Die Anwohner der Burg sollten in Notzeiten Schutz und Zuflucht darin finden. Weiterhin diente die Burg als Sammelplatz für die zu leistenden Abgaben. 
An einer erhöhten Stelle, der heutigen Burgstraße (bis 2010 Bergstraße) inmitten eines damals sumpfigen Gebietes wurde die Burg errichtet. Um diese ließen sich dann – mehr zufällig und ungeplant – die ersten deutschen Ansiedler nieder, womit der Ort Seyda entstand. Scherbenfunde belegen allerdings, dass es anstelle dieser Burg zuvor bereits eine slawische Befestigungsanlage gegeben hat.
Der Heimatforscher Oskar Brachwitz schrieb zur Erscheinung und den Ausmaßen dieser Burg:

„Die deutsche Ritterburg wurde natürlich stark befestigt. Bot das Sumpfgelände im Norden und Westen an und für sich hinreichend Schutz, so wurde die Burg doch mit doppelten Gräben umgeben. Die Gräben waren zwölf Meter breit und fünfzehn Meter voneinander entfernt. Von dem äußeren Graben ist heute noch ein Rest erhalten, er ist als Burggraben allgemein bekannt. ... Auch ein Teich, „Heller“ genannt, lag in der Nähe des Grabens, wahrscheinlich zur Ansammlung von Wasser.
Die Zugbrücke befand sich am heutigen Aufgang zum Berg. Rechter Hand erhob sich dicht am inneren Graben der Burgturm, der in Verbindung mit einem Torhaus den Zugang sicherte. Die Burg war mit einer starken Mauer aus Feldsteinen umgeben. Innerhalb der Mauern waren Wohn- und Stallgebäude errichtet, auch eine Burgkapelle muss vorhanden gewesen sein“

Erste Herren der Burg waren die Schenken von Landsberg. Sie erwarben die Burg mit der Ansiedlung erstmals im Jahre 1235. Ihr hiesiger Zweig nannte sich daraufhin Schenken von Sydow (Syden). Die Besiedelung Seydas kann frühestens seit 1268 urkundlich nachgewiesen werden. Im 13. Jahrhundert kam die Herrschaft als Heiratsgut an Hermann von Werthere. Nach dem Aussterben dieser Linie fiel die Herrschaft 1366 an den Lehnsherrn, den sächsischen Kurfürsten Rudolph II. Später wurde die Herrschaft Sydow, einer Urkunde nach, wieder den Schenken von Landsberg verliehen. Nach der Neuinbesitznahme der Burg Seyda nannte sich die Familie der Schenken von Landsberg auch die „Schenken von Syden“. 
Das Aussehen der Burg Sydow veränderte sich im Verlaufe der Jahrhunderte. So wurden nur die Gebäude instand gehalten, während die Verteidigungsanlagen verfielen. Die Anlage wurde daher ab 1500 als Schloss Seyda bezeichnet. Neben der Wohnung des Schössers enthielt die Burg damals noch einige Räume für Fürstenbesuche. In der Folge wurde es eines der drei Witwensitze, der Kurfürstin Anna von Sachsen, die in der Lichtenburg wohnte. 
Anfang des 16. Jahrhunderts verfiel das alte Schloss mehr und mehr. Kurfürst August von Sachsen ließ die baufällige alte Burg ab 1573 vollständig abtragen und zwischen dem Dorf Mügeln und Zellendorf ein neues kurfürstliches Lust- und Jagdhaus errichten, das Jagdschloss Glücksburg. 
Ein Teil des Baumaterials wurde auch verwandt, um das Amtshaus Seyda und die umliegenden Gehöfte zu bauen, nachdem die Wohnverhältnisse auf dem Schloss immer ungünstiger geworden waren, und der damalige Amtmann vom Kurfürsten Christian II. die Genehmigung, sich ein geeignetes Wohnhaus mit Verwaltungsfunktion bauen zu dürfen erbeten hatte. Das Amtshaus, das im Jahre 1605 errichtet wurde, ist heute das älteste Gebäude in Seyda. Es steht an der Stelle der ehemaligen Vorburg. An der Stelle der eigentlichen Burg wurden sechs Bürgerhäuser errichtet.